# CMR-stoffer
CMR-stoffer (Carcinogenic, Mutagenic og Reprotoxic) er kræftfremkaldende, mutagene og reproduktionstoksiske stoffer og dækker over adskillige stofgrupper der ikke nødvendigvis har andet til fælles, end at de er karakteriseret ved at kunne fremkalde kræft, arvelige skader, forringe forplantningen eller skade fostre.
CMR-stofferne er opdelt i tre kategorier i henhold til farlighed og dokumentation.

## Kategorier

### Kategori 1
Der foreligger tilstrækkelig dokumentation for en årsagssammenhæng mellem menneskets udsættelse for stoffet og udvikling af kræft, arvelige skader på det genetiske materiale og henholdsvis forringet forplantningsevne og efterfølgende skader på afkommet.

### Kategori 2
Der foreligger tilstrækkelig dokumentation til at nære stærk formodning om, at stoffet kan fremkalde kræft, arvelige skader på det genetiske materiale og henholdsvis forringet forplantningsevne og skader på afkommet.

### Kategori 3
Stoffer der giver anledning til betænkelighed, da de muligvis kan fremkalde kræft, have mutagene virkninger og henholdsvis forringet forplantningsevne/ skader på afkommet, men for hvilke der ikke foreligger tilstrækkelig oplysninger til at foretage en tilfredsstillende vurdering.